# Bracon semialutaceus
Bracon semialutaceus är en stekelart som beskrevs av Granger 1949. Bracon semialutaceus ingår i släktet Bracon och familjen bracksteklar. Inga underarter finns listade.